# Mikrofilamentum

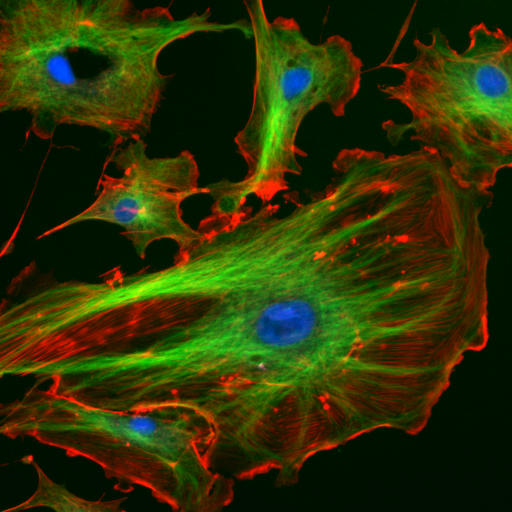
Fluorescenčně značené endoteliální buňky plicní arterie skotu; mikrofilamenta jsou zviditelněna faloidinem s navázaným červeným fluoroforem TRITC; modře jádro, zeleně mikrotubuly

Mikrofilamentum (množ. č. mikrofilamenta) čili aktinové filamentum je cytoskeletální proteinové vlákno podílející se zásadně na udržování tvaru a vnitřní organizace buňky. Mikrofilamenta jsou velmi důležitá i pro vnitrobuněčný transport. Podílejí se také na tvorbě panožek. Základní stavební jednotkou mikrofilament jsou jednotlivé molekuly proteinu aktinu, které polymerizují do dvou řetězů nadmolekulárního vlákna.

## Stavba
Aktinová vlákna mají průměr 5–7 nm a jsou pružnější a kratší než mikrotubuly (průměr 22–25 nm), ale je jich víc. (Intermediární filamenta mají průměr vláken 8–11 nm.) Celková délka aktinových vláken může být až třicetkrát větší než délka všech mikrotubulů. Všechny globulární molekuly aktinu směřují ve vláknu stejným směrem podél osy vlákna. To vytváří v aktinových vláknech polaritu, a tedy rozlišitelný plus-konec a minus-konec. Vlákna na obou koncích stále přirůstají nebo se zase rozpadají, přičemž rychleji vlákno přibývá na plus-konci. Aktinová vlákna se většinou vyskytují:
- ve svazcích (stimuluje fimbrin, villin, espin)
- v sítích (stimuluje filamin)
- v rozvětvení (stimuluje Arp2/3 komplex).

Tímto uspořádáním se zvětšuje pevnost. Dohromady vytvářejí stresová vlákna.

## Výskyt
Jsou přítomna ve všech eukaryotických buňkách. Vyskytují se na těchto místech:
- v kortikální vrstvě (kortikální mikrofilamenta) a v mikroklcích
- pod cytoplazmatickou membránou – propojení s buněčnou matrix.
- v různých panožkách lamelipodie a filopodie
- v svalových buňkách, kde se podílejí na svalovém stahu.
- v tzv. kontraktilním prstenci při cytokinezi

## Asociované proteiny
Aktinová vlákna interagují s více než 50 různými aktiny vázajícími proteiny (ABP z angl. actin binding proteins), které umožňují plnit další funkce. Teprve ve spojení s těmito proteiny mohou filamenta tvořit stálejší struktury, jako jsou v mikroklcích (microvilli) apikální části buněk, tvořících výstelku 
tenkého střeva. Významným zástupcem je například myosin.